# Muliercula muliercula
Muliercula muliercula är en kvalsterart som beskrevs av Coetzer 1968. Muliercula muliercula ingår i släktet Muliercula och familjen Scheloribatidae. Inga underarter finns listade i Catalogue of Life.